# Liste des préfixes des opérateurs de téléphonie par internet en France
Le préfixe d'un opérateur de téléphonie par internet est, en France, dans un numéro de téléphone par internet de la forme 09 ABPQ MCDU (le 09 indiquant qu'il s'agit d'une ligne de téléphonie par internet), la séquence de quatre chiffres ABPQ propre à chaque fournisseur d'accès.

## Attribution
Ces préfixes sont attribués par l'autorité chargée de réguler les télécommunications en France, l'Arcep.

## Liste non exhaustive (à compléter)
(décembre 2015).
Cette liste, datant de 2007, est dérivée des décisions d'attribution par l'Arcep de groupes de numéros de téléphone « VOIP » aux fournisseurs d'accès à internet. Il est à noter qu'en raison de la portabilité des numéros et des transactions entre les acteurs FAI du Marché des Telecommunications, l’opérateur réel n’est pas forcément celui dont le préfixe apparaît dans cette liste.
À partir du 1er janvier 2023, certains indicatifs parmi lesquels deux indicatifs commençant par 09 sont réservés aux plateformes de démarchage commercial et deviennent les seuls indicatifs autorisés pour cet usage. 
| Préfixes | Fournisseur d'accès                              | Date d'attribution | [PDF] Décision de l'Arcep |
| -------- | ------------------------------------------------ | ------------------ | ------------------------- |
| 09 48    | Démarchage téléphonique                          | 1er septembre 2022 | 22-1583                   |
| 09 49    | Démarchage téléphonique                          | 1er septembre 2022 | 22-1583                   |
| 09 5     | Free (Iliad)                                     | 21 septembre 2006  | 06-0983                   |
| 09 6     | Orange (France Télécom)                          | 29 juin 2006       | 06-0642                   |
| 09 70 10 | Alice (Iliad)                                    | 14 décembre 2006   | 06-1291                   |
| 09 70 15 | Alice (Iliad)                                    | 14 décembre 2006   | 06-1291                   |
| 09 70 16 | Alice (Iliad)                                    | 14 décembre 2006   | 06-1291                   |
| 09 70 17 | Alice (Iliad)                                    | 14 décembre 2006   | 06-1291                   |
| 09 70 18 | Alice (Iliad)                                    | 14 décembre 2006   | 06-1291                   |
| 09 70 19 | Alice (Iliad)                                    | 14 décembre 2006   | 06-1291                   |
| 09 70 4  | B3G[réf. nécessaire]                             | 13 décembre 2007   | 07-1152                   |
| 09 70 70 | BJT Partners[réf. nécessaire]                    | 30 novembre 2006   | 06-1218                   |
| 09 70 8  | Neuf Cegetel (SFR)                               | 17 octobre 2006    | 06-1060                   |
| 09 70 9  | Neuf Cegetel (SFR)                               | 17 octobre 2006    | 06-1060                   |
| 09 71 2  | Orange (France Télécom)                          | 14 mars 2006       | 06-0349                   |
| 09 71 3  | Orange (France Télécom)                          | 14 mars 2006       | 06-0349                   |
| 09 71 4  | Orange (France Télécom)                          | 14 mars 2006       | 06-0349                   |
| 09 71 5  | Orange (France Télécom)                          | 14 mars 2006       | 06-0349                   |
| 09 71 6  | Orange (France Télécom)                          | 14 mars 2006       | 06-0349                   |
| 09 71 71 | Léonix Technologies[réf. nécessaire]             | 13 décembre 2007   | 07-1150                   |
| 09 71 73 | Darty (Bouygues Telecom)                         | 13 décembre 2007   | 07-1153                   |
| 09 71 8  | Neuf Cegetel (SFR)                               | 17 octobre 2006    | 06-1060                   |
| 09 71 9  | Neuf Cegetel (SFR)                               | 17 octobre 2006    | 06-1060                   |
| 09 72 1  | OVH                                              | 23 octobre 2007    | 07-0865                   |
| 09 72 2  | OVH                                              | 23 octobre 2007    | 07-0865                   |
| 09 72 3  | OVH                                              | 23 octobre 2007    | 07-0865                   |
| 09 72 4  | OVH                                              | 23 octobre 2007    | 07-0865                   |
| 09 72 5  | OVH                                              | 23 octobre 2007    | 07-0865                   |
| 09 72 6  | OVH                                              | 23 octobre 2007    | 07-0865                   |
| 09 72 9  | Orange (France Télécom)                          | 14 mars 2006       | 06-0349                   |
| 09 73 10 | Alice (Iliad)                                    | 14 décembre 2006   | 06-1291                   |
| 09 73 11 | Alice (Iliad)                                    | 14 décembre 2006   | 06-1291                   |
| 09 73 12 | Alice (Iliad)                                    | 14 décembre 2006   | 06-1291                   |
| 09 73 13 | Alice (Iliad)                                    | 14 décembre 2006   | 06-1291                   |
| 09 73 14 | Alice (Iliad)                                    | 14 décembre 2006   | 06-1291                   |
| 09 73 2  | Orange (France Télécom)                          | 14 mars 2006       | 06-0349                   |
| 09 73 30 | Wengo                                            | 8 février 2007     | 07-0133                   |
| 09 73 33 | Orange (France Télécom)                          | 14 mars 2006       | 06-0349                   |
| 09 73 34 | Wengo                                            | 8 février 2007     | 07-0133                   |
| 09 73 36 | Orange (France Télécom)                          | 14 mars 2006       | 06-0349                   |
| 09 73 37 | Alice (Iliad)                                    | 14 décembre 2006   | 06-1291                   |
| 09 73 4  | Neuf Cegetel (SFR)                               | 17 octobre 2006    | 06-1060                   |
| 09 73 5  | Neuf Cegetel (SFR)                               | 17 octobre 2006    | 06-1060                   |
| 09 73 73 | Alice (Iliad)                                    | 14 décembre 2006   | 06-1291                   |
| 09 73 82 | Darty (Bouygues Telecom)                         | 7 septembre 2006   | 06-0899                   |
| 09 73 84 | Darty (Bouygues Telecom)                         | 7 septembre 2006   | 06-0899                   |
| 09 73 85 | Darty (Bouygues Telecom)                         | 7 septembre 2006   | 07-0804                   |
| 09 73 86 | Darty (Bouygues Telecom)                         | 7 septembre 2006   | 07-0804                   |
| 09 73 87 | Darty (Bouygues Telecom)                         | 7 septembre 2006   | 07-0804                   |
| 09 73 9  | Alice (Iliad)                                    | 14 décembre 2006   | 06-1291                   |
| 09 74 0  | Tele2 (SFR)                                      | 14 décembre 2006   | 06-1292                   |
| 09 74 10 | Alice (Iliad)                                    | 14 décembre 2006   | 06-1291                   |
| 09 74 10 | Alice (Iliad)                                    | 14 décembre 2006   | 06-1291                   |
| 09 74 11 | Alice (Iliad)                                    | 14 décembre 2006   | 06-1291                   |
| 09 74 12 | Alice (Iliad)                                    | 14 décembre 2006   | 06-1291                   |
| 09 74 13 | Alice (Iliad)                                    | 14 décembre 2006   | 06-1291                   |
| 09 74 14 | Alice (Iliad)                                    | 14 décembre 2006   | 06-1291                   |
| 09 74 15 | Tele2 (SFR)                                      | 14 décembre 2006   | 06-1292                   |
| 09 74 16 | Tele2 (SFR)                                      | 14 décembre 2006   | 06-1292                   |
| 09 74 17 | Tele2 (SFR)                                      | 14 décembre 2006   | 06-1292                   |
| 09 74 18 | Tele2 (SFR)                                      | 14 décembre 2006   | 06-1292                   |
| 09 74 19 | Tele2 (SFR)                                      | 14 décembre 2006   | 06-1292                   |
| 09 74 2  | Tele2 (SFR)                                      | 14 décembre 2006   | 06-1292                   |
| 09 74 3  | Tele2 (SFR)                                      | 14 décembre 2006   | 06-1292                   |
| 09 74 40 | Tele2 (SFR)                                      | 14 décembre 2006   | 06-1292                   |
| 09 74 41 | Tele2 (SFR)                                      | 14 décembre 2006   | 06-1292                   |
| 09 74 42 | Tele2 (SFR)                                      | 14 décembre 2006   | 06-1292                   |
| 09 74 43 | Tele2 (SFR)                                      | 14 décembre 2006   | 06-1292                   |
| 09 74 44 | Tele2 (SFR)                                      | 14 décembre 2006   | 06-1292                   |
| 09 74 45 | Tele2 (SFR)                                      | 14 décembre 2006   | 06-1292                   |
| 09 74 46 | Tele2 (SFR)                                      | 14 décembre 2006   | 06-1292                   |
| 09 74 47 | Alice (Iliad)                                    | 14 décembre 2006   | 06-1291                   |
| 09 74 50 | Darty (Bouygues Telecom)                         | 6 septembre 2007   | 07-0984                   |
| 09 74 51 | Darty (Bouygues Telecom)                         | 6 septembre 2007   | 07-0984                   |
| 09 74 52 | Darty (Bouygues Telecom)                         | 6 septembre 2007   | 07-0984                   |
| 09 74 53 | Darty (Bouygues Telecom)                         | 6 septembre 2007   | 07-0984                   |
| 09 74 54 | Darty (Bouygues Telecom)                         | 6 septembre 2007   | 07-0984                   |
| 09 74 55 | Darty (Bouygues Telecom)                         | 6 septembre 2007   | 07-0984                   |
| 09 74 60 | Neuf Cegetel (SFR)                               | 17 octobre 2006    | 06-1060                   |
| 09 74 61 | Neuf Cegetel (SFR)                               | 17 octobre 2006    | 06-1060                   |
| 09 74 64 | Wengo                                            | 8 février 2007     | 07-0133                   |
| 09 74 65 | Darty (Bouygues Telecom)                         | 20 septembre 2007  | 06-0899                   |
| 09 74 66 | Darty (Bouygues Telecom)                         | 20 septembre 2007  | 06-0899                   |
| 09 74 68 | Club Internet (SFR)                              | 25 janvier 2007    | 07-0096                   |
| 09 74 69 | Orange (France Télécom)                          | 14 mars 2006       | 06-0349                   |
| 09 74 73 | Wengo                                            | 8 février 2007     | 07-0133                   |
| 09 74 74 | Alice (Iliad)                                    | 14 décembre 2006   | 06-1291                   |
| 09 74 78 | Tele2 (SFR)                                      | 14 décembre 2006   | 06-1292                   |
| 09 74 79 | Tele2 (SFR)                                      | 14 décembre 2006   | 06-1292                   |
| 09 74 8  | Tele2 (SFR)                                      | 14 décembre 2006   | 06-1292                   |
| 09 74 9  | Alice (Iliad)                                    | 14 décembre 2006   | 06-1291                   |
| 09 75 0  | B3G                                              | 13 décembre 2007   | 07-1152                   |
| 09 75 11 | NordNet                                          | 6 juillet 2006     | 06-0713                   |
| 09 75 16 | NordNet                                          | 6 juillet 2006     | 06-0713                   |
| 09 75 17 | InitialesOnLine[réf. nécessaire]                 | 6 juillet 2006     | 06-0507                   |
| 09 75 2  | Orange (France Télécom)                          | 14 mars 2006       | 06-0349                   |
| 09 75 3  | Orange (France Télécom)                          | 14 mars 2006       | 06-0349                   |
| 09 75 4  | Orange (France Télécom)                          | 14 mars 2006       | 06-0349                   |
| 09 75 5  | Orange (France Télécom)                          | 14 mars 2006       | 06-0349                   |
| 09 75 6  | Orange (France Télécom)                          | 14 mars 2006       | 06-0349                   |
| 09 75 7  | Orange (France Télécom)                          | 14 mars 2006       | 06-0349                   |
| 09 75 8  | Orange (France Télécom)                          | 14 mars 2006       | 06-0349                   |
| 09 75 9  | Orange (France Télécom)                          | 14 mars 2006       | 06-0349                   |
| 09 76 00 | Orange (France Télécom)                          | 14 mars 2006       | 06-0349                   |
| 09 76 02 | Orange (France Télécom)                          | 14 mars 2006       | 06-0349                   |
| 09 76 03 | Orange (France Télécom)                          | 14 mars 2006       | 06-0349                   |
| 09 76 04 | Orange (France Télécom)                          | 14 mars 2006       | 06-0349                   |
| 09 76 05 | Orange (France Télécom)                          | 14 mars 2006       | 06-0349                   |
| 09 76 06 | Orange (France Télécom)                          | 14 mars 2006       | 06-0349                   |
| 09 76 07 | Orange (France Télécom)                          | 14 mars 2006       | 06-0349                   |
| 09 76 08 | Orange (France Télécom)                          | 14 mars 2006       | 06-0349                   |
| 09 76 09 | Orange (France Télécom)                          | 14 mars 2006       | 06-0349                   |
| 09 76 10 | Orange (France Télécom)                          | 14 mars 2006       | 06-0349                   |
| 09 76 11 | Wengo sur le territoire de la Guadeloupe         | 8 février 2007     | 07-0133                   |
| 09 76 12 | Orange (France Télécom)                          | 14 mars 2006       | 06-0349                   |
| 09 76 13 | Orange (France Télécom)                          | 14 mars 2006       | 06-0349                   |
| 09 76 20 | Orange (France Télécom)                          | 14 mars 2006       | 06-0349                   |
| 09 76 22 | Wengo sur le territoire de la Réunion            | 8 février 2007     | 07-0133                   |
| 09 76 31 | Orange (France Télécom)                          | 14 mars 2006       | 06-0349                   |
| 09 76 32 | Orange (France Télécom)                          | 14 mars 2006       | 06-0349                   |
| 09 76 33 | Orange (France Télécom)                          | 14 mars 2006       | 06-0349                   |
| 09 76 40 | Orange (France Télécom)                          | 14 mars 2006       | 06-0349                   |
| 09 76 50 | Orange (France Télécom)                          | 14 mars 2006       | 06-0349                   |
| 09 76 51 | Orange (France Télécom)                          | 14 mars 2006       | 06-0349                   |
| 09 76 52 | Orange (France Télécom)                          | 14 mars 2006       | 06-0349                   |
| 09 76 6  | Orange (France Télécom)                          | 14 mars 2006       | 06-0349                   |
| 09 76 73 | Orange (France Télécom)                          | 14 mars 2006       | 06-0349                   |
| 09 76 76 | Wengo sur le territoire de la Martinique         | 8 février 2007     | 07-0133                   |
| 09 76 9  | Orange (France Télécom)                          | 14 mars 2006       | 06-0349                   |
| 09 77 00 | Orange (France Télécom)                          | 14 mars 2006       | 06-0349                   |
| 09 77 01 | Club Internet (SFR)                              | 25 janvier 2007    | 07-0096                   |
| 09 77 02 | Orange (France Télécom)                          | 14 mars 2006       | 06-0349                   |
| 09 77 03 | Orange (France Télécom)                          | 14 mars 2006       | 06-0349                   |
| 09 77 04 | Orange (France Télécom)                          | 14 mars 2006       | 06-0349                   |
| 09 77 05 | Orange (France Télécom)                          | 14 mars 2006       | 06-0349                   |
| 09 77 06 | Orange (France Télécom)                          | 14 mars 2006       | 06-0349                   |
| 09 77 07 | Orange (France Télécom)                          | 14 mars 2006       | 06-0349                   |
| 09 77 08 | Orange (France Télécom)                          | 14 mars 2006       | 06-0349                   |
| 09 77 09 | Orange (France Télécom)                          | 14 mars 2006       | 06-0349                   |
| 09 77 1  | B3G                                              | 13 décembre 2007   | 07-1152                   |
| 09 77 20 | B3G                                              | 13 décembre 2007   | 07-1152                   |
| 09 77 21 | B3G                                              | 13 décembre 2007   | 07-1152                   |
| 09 77 22 | B3G                                              | 13 décembre 2007   | 07-1152                   |
| 09 77 3  | Orange (France Télécom)                          | 14 mars 2006       | 06-0349                   |
| 09 77 44 | Orange (France Télécom)                          | 14 mars 2006       | 06-0349                   |
| 09 77 45 | Orange (France Télécom)                          | 14 mars 2006       | 06-0349                   |
| 09 77 46 | Orange (France Télécom)                          | 14 mars 2006       | 06-0349                   |
| 09 77 47 | Orange (France Télécom)                          | 14 mars 2006       | 06-0349                   |
| 09 77 48 | Orange (France Télécom)                          | 14 mars 2006       | 06-0349                   |
| 09 77 49 | Orange (France Télécom)                          | 14 mars 2006       | 06-0349                   |
| 09 77 5  | Orange (France Télécom)                          | 14 mars 2006       | 06-0349                   |
| 09 77 6  | Orange (France Télécom)                          | 14 mars 2006       | 06-0349                   |
| 09 77 70 | Orange (France Télécom)                          | 14 mars 2006       | 06-0349                   |
| 09 77 71 | Orange (France Télécom)                          | 14 mars 2006       | 06-0349                   |
| 09 77 72 | Orange (France Télécom)                          | 14 mars 2006       | 06-0349                   |
| 09 77 73 | Orange (France Télécom)                          | 14 mars 2006       | 06-0349                   |
| 09 77 74 | Orange (France Télécom)                          | 14 mars 2006       | 06-0349                   |
| 09 77 75 | Orange (France Télécom)                          | 14 mars 2006       | 06-0349                   |
| 09 77 76 | Orange (France Télécom)                          | 14 mars 2006       | 06-0349                   |
| 09 77 78 | Orange (France Télécom)                          | 14 mars 2006       | 06-0349                   |
| 09 77 79 | Orange (France Télécom)                          | 14 mars 2006       | 06-0349                   |
| 09 77 8  | Orange (France Télécom)                          | 14 mars 2006       | 06-0349                   |
| 09 77 9  | Orange (France Télécom)                          | 14 mars 2006       | 06-0349                   |
| 09 78 00 | Orange (France Télécom)                          | 14 mars 2006       | 06-0349                   |
| 09 78 01 | Orange (France Télécom)                          | 14 mars 2006       | 06-0349                   |
| 09 78 02 | Orange (France Télécom)                          | 14 mars 2006       | 06-0349                   |
| 09 78 05 | Orange (France Télécom)                          | 14 mars 2006       | 06-0349                   |
| 09 78 2  | Free (Iliad)                                     | 30 mars 2006       | 06-0357                   |
| 09 78 3  | Free (Iliad)                                     | 30 mars 2006       | 06-0357                   |
| 09 78 4  | Free (Iliad)                                     | 30 mars 2006       | 06-0357                   |
| 09 78 5  | Free (Iliad)                                     | 30 mars 2006       | 06-0357                   |
| 09 78 6  | Free (Iliad)                                     | 30 mars 2006       | 06-0357                   |
| 09 78 7  | Club Internet (SFR)                              | 1er janvier 2006   | 06-0573                   |
| 09 79 0  | Orange (France Télécom)                          | 30 mars 2006       | 06-0400                   |
| 09 79 1  | Orange (France Télécom)                          | 30 mars 2006       | 06-0400                   |
| 09 79 2  | Orange (France Télécom)                          | 30 mars 2006       | 06-0400                   |
| 09 79 3  | Orange (France Télécom)                          | 30 mars 2006       | 06-0400                   |
| 09 79 4  | Orange (France Télécom)                          | 30 mars 2006       | 06-0400                   |
| 09 79 5  | Orange (France Télécom)                          | 30 mars 2006       | 06-0400                   |
| 09 79 6  | Orange (France Télécom)                          | 30 mars 2006       | 06-0400                   |
| 09 79 7  | Orange (France Télécom)                          | 30 mars 2006       | 06-0400                   |
| 09 79 8  | Orange (France Télécom)                          | 30 mars 2006       | 06-0400                   |
| 09 79 90 | Orange (France Télécom)                          | 30 mars 2006       | 06-0400                   |
| 09 79 91 | Orange (France Télécom)                          | 30 mars 2006       | 06-0400                   |
| 09 79 92 | Orange (France Télécom)                          | 30 mars 2006       | 06-0400                   |
| 09 79 94 | Darty (Bouygues Telecom)                         | 7 septembre 2006   | 07-0804                   |
| 09 79 95 | Darty (Bouygues Telecom)                         | 20 septembre 2007  | 07-0804                   |
| 09 79 96 | Darty (Bouygues Telecom)                         | 20 septembre 2007  | 07-0804                   |
| 09 79 97 | Darty (Bouygues Telecom)                         | 7 septembre 2006   | 06-0898                   |
| 09 79 99 | Darty (Bouygues Telecom)                         | 7 septembre 2006   | 06-0898                   |
| 09 80 00 | licence 4[réf. nécessaire]                       | 16 novembre 2006   |                           |
| 09 80 08 | Keyyo (Phone Systems & Network)[réf. nécessaire] | 26 juillet 2007    | 07-0701                   |
| 09 80 1  | Licence 4                                        | 10 janvier 2008    |                           |
| 09 80 2  | Licence 4                                        | 10 janvier 2008    |                           |
| 09 80 80 | BJT Partners                                     | 30 novembre 2006   | 06-1218                   |
| 09 88 8  | Club Internet (SFR)                              | 1er mars 2007      | 07-0206                   |
| 09 89    | Neuf Cegetel (SFR)                               | 5 octobre 2006     | 06-1018                   |

### Sources
- Rechercher les 4, 5 ou 6 premiers chiffres d'un numéro de téléphone sur le site de l'Arcep.
- [xls] Liste de toutes les plages de numéros sur le site de l'Arcep.